# Aristid Lindenmayer
Aristid Lindenmayer (17. studenog 1925. – 30. listopada 1989.) je bio mađarski biolog. 1968. je razvio formalni jezik danas poznat kao L-sustav ili Lindenmayerov sustav. Rabeći te sustave Lindemayer je modelirao ponašanje biljnih stanica. L-sustavi se danas također rabe za modeliranje cijelih biljaka.

## Publikacije
- Aristid Lindenmayer, "Mathematical models for cellular interaction in development." J. Theoret. Biology, 18:280–315, 1968.
- Prusinkiewicz, Przemyslaw; Lindenmayer, Aristid. 1990. The Algorithmic Beauty of Plants (The Virtual Laboratory). Springer-Verlag. ISBN 0-387-97297-8 (available as a PDF)
- Further publications  Arhivirana inačica izvorne stranice od 13. ožujka 2012. (Wayback Machine)